# Bebearia abesa
Bebearia abesa är en fjärilsart som beskrevs av William Chapman Hewitson 1869. Bebearia abesa ingår i släktet Bebearia och familjen praktfjärilar. Inga underarter finns listade i Catalogue of Life.

## Bildgalleri

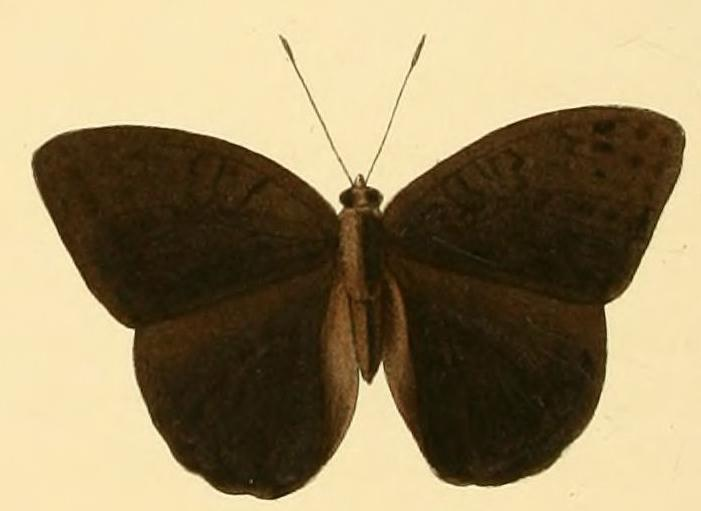
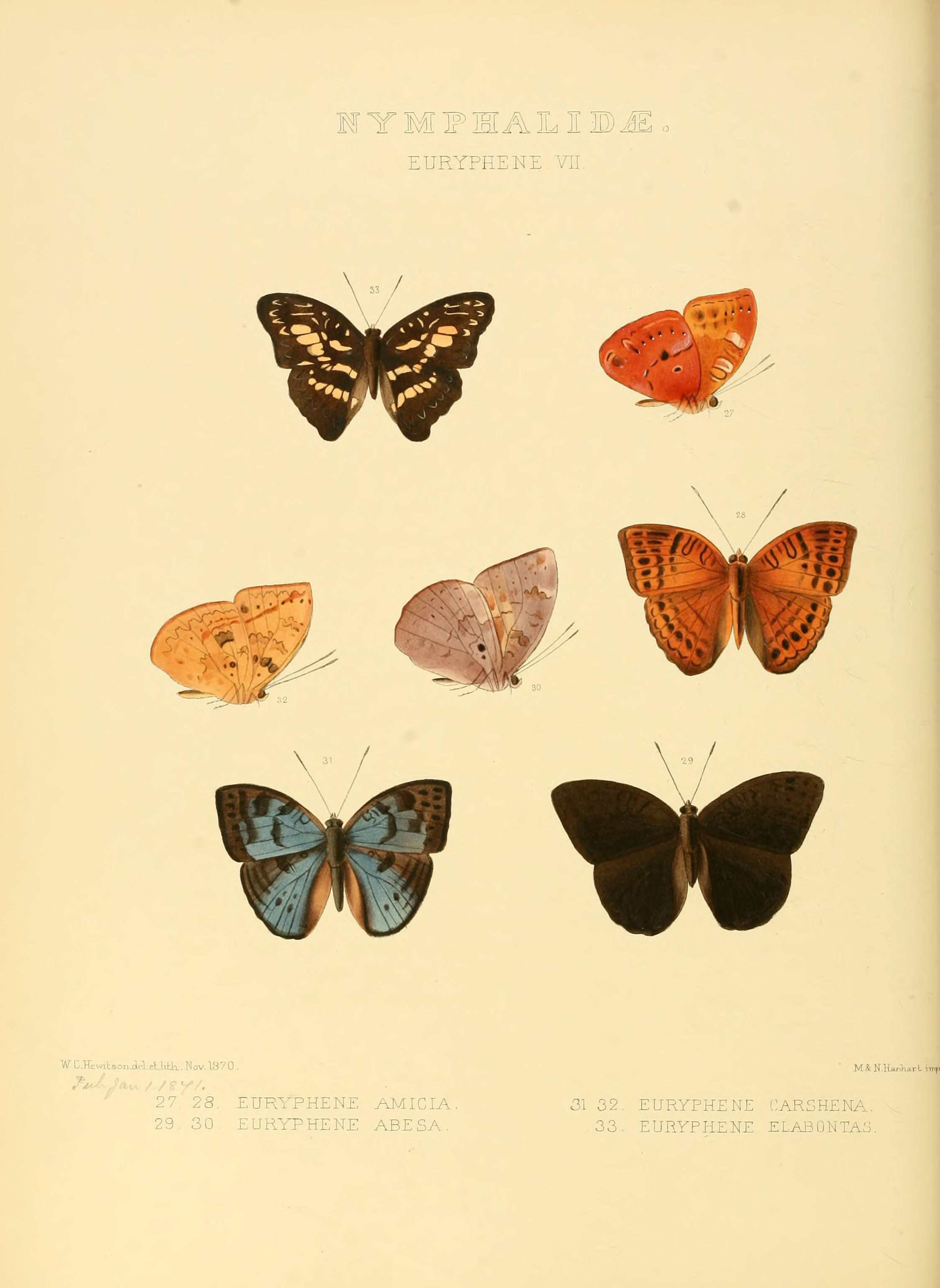